# چرخ‌ریسوی مکزیکی
چرخ‌ریسوی مکزیکی (نام علمی: Poecile sclateri) نام یک گونه از تیره چرخ‌ریسک است.